# Het behouden huis (novelle)
 Het behouden huis  is een in 1952 verschenen novelle van de Nederlandse schrijver Willem Frederik Hermans, die zich in de Tweede Wereldoorlog afspeelt. Een partizaan betreedt een verlaten villa in een luxe badplaats in Centraal-Europa. Als zich een Duits regiment ter inkwartiering aandient, geeft hij zich uit voor de eigenaar van het huis en laat de benedenverdieping aan de Duitsers. Kort daarop keert de echte eigenaar terug. De novelle leverde Hermans een reistoelage op.
In 1952 verscheen het verhaal als zelfstandige uitgave bij De Bezige Bij en in 1953 in Hermans' novellebundel Paranoia bij Uitgeverij G.A. van Oorschot. Samengenomen leverden deze twee versies 42 drukken op tijdens het leven van de auteur. Over de novelle is veel geschreven, waaronder publicaties 'die tot het beste behoren van wat er over Hermans geschreven is'. Achter de bedrieglijke eenvoud van het verhaal schuilt een bijzonder complexe en hechte literaire constructie.

## Juryrapport reistoelage
Hermans zond de novelle in om mee te dingen naar de reisbeurzen voor letterkundigen 1950, die door het Ministerie van Onderwijs, Kunst en Wetenschappen werden uitgeloofd voor novellen. De jury bestond uit Gerrit Kamphuis, Victor E. van Vriesland (voorzitter), Jeanne van Schaik-Willing, A.H.M. Wijffels en Johan van der Woude. Op 31 maart 1951 droeg juryvoorzitter Van Vriesland de winnaars voor, waarna de staatssecretaris zou beslissen over al dan niet toekennen van de reisbeurzen en reistoelagen. Er waren maximaal drie reisbeurzen van 2000 gulden beschikbaar, waarvan de twee uitgereikte gingen naar Jo Boer en Eric van der Steen, terwijl ook Gerard Reve voor Melancholia werd voorgedragen, maar staatssecretaris Cals weigerde de beurs aan Reve uit te reiken vanwege de pornografische aard van de novelle. Adriaan van der Veen, A.F. Coenen en Hermans wonnen elk een reistoelage van 300 gulden.
'Dit bizarre verhaal,' aldus het juryrapport over Het behouden huis, 'duidt met demonische kracht de verschrikking en de zinloosheid van het oorlogsbedrijf met zijn zielverwoestende werking en ongeacht de gediende idealen, partij of natie, aan. Het is echter geen tendenz-novelle maar het werk van een gedrevene, uit innerlijke noodzaak ontstegen, uitmuntend en suggestief geschreven op een wijze die de geboren verteller verraadt.' Verder achtte de jury de figuur van de zonderlinge oude heer met zijn honderden vissen 'de pen van een Bordewijk waardig.' Hermans gebruikte zijn toelage om een reis door Spanje te maken. Toeval of niet, maar in de novelle heeft de hoofdpersoon alleen enig menselijk contact met een Spanjaard. Hermans' impressies van Spanje zijn na te lezen in Het sadistische universum 1.

## Ultimatumreeks
In 1950 vatte uitgeverij De Bezige Bij het plan op om een nieuwe intekenreeks te beginnen, de 'Ultimatumreeks', tegen een intekenprijs van ƒ15,- per jaar. De redactie van de serie bestond uit Henriëtte van Eyk, Jacques den Haan, A.M. Hammacher, Koos Schuur, Fokke Sierksma, S. Vestdijk en dezelfde Victor E. van Vriesland die de voorzitter was van de jury voor de toekenning van de reisbeurzen en -toelagen. De 'sjeu' van deze reeks, in de bewoordingen van Kuitert, 'was dat de boeken volgens de uitgever "tegen kostprijs" werden aangeboden, totdat het bedrag van ƒ15,- was opgesoupeerd. Van tevoren werd dus niet gezegd hoeveel delen er kwamen.' Kuitert noemt de reeks 'een ratjetoe, de bindende factor waren de lezers die zich vastlegden voor de komende delen.'
Op 18 mei 1951 schreef Bert Schierbeek namens de redactie van de reeks aan Hermans 'dat het in de bedoeling ligt je novelle 'Het behouden huis' als eerste deel van deze reeks te laten verschijnen. We zijn blij dat je ons deze novelle wilt afstaan, want wat er aan proza is binnen gekomen was in kwaliteit weer gewoon "ultramatig".'
Op 25 mei 1951 verzocht Hermans zijn uitgever Van Oorschot om toestemming te verlenen. 'Ik denk wel niet dat je er bezwaren tegen zult hebben,' meende Hermans, met name niet 'daar het een afgesloten reeks is, alleen voor geabonneerden.' Van Oorschot verleende de toestemming en op 5 juni verzekerde Hermans dat hij er geen spijt van zou krijgen, omdat De Bij zich er 'een kat in de zak' mee zou hebben aangeschaft. Na deze voortvarende start trad vertraging op en als eerste deel verscheen echter Deliria van Nes Tergast. Het behouden huis vormde deel 2 in de reeks. In het colofon stond de ideële doelstelling omschreven: 'De Ultimatumreeks dankt haar naam aan de huidige situatie van onze literatuur. Zij zal worden samengesteld uit boeken van culturele waarde, die niet op de traditionele wijze te exploiteren zijn: romans, novellen, verhalen, gedichtenbundels en essays van hoofdzakelijk jonge Nederlandse schrijvers. Deze reeks wordt door De Bezige Bij te Amsterdam uitgegeven tegen aanmaakkosten, dus zonder winstmarge. De verzorging van elk boek berust bij een typografisch ontwerper. De prijs per reeks is ƒ15,-.'

## Publicatiegeschiedenis
De novelle is ondertekend met de datering 'september 1950'. Toch geeft die aanduiding niet de datum van werkelijke voltooiing aan, want in 1951 bewerkte Hermans het typoscript zo intensief dat hij een tweede typoscript vervaardigde. Hoewel de opgave van drukken voor in het boekje 1951 opgeeft als jaar van de eerste druk, verscheen die in werkelijkheid begin 1952. De oplage bedroeg 500 en de illustraties werden verzorgd door Mart Kempers (JS 72). Kempers' omslag stelde een kat die op een vis loert voor en was dus gebaseerd op de aquariumkamer.
In 1953 werd de novelle opgenomen in de bundel Paranoia (1953), verschenen bij uitgeverij G.A. van Oorschot (JS 99). Deze behaalde tijdens het leven van de auteur 16 drukken (JS 99-114). In oktober 1960 verscheen bij De Bezige Bij een tweede druk van de zelfstandige uitgave van Het behouden huis als deel in de Literaire Pocket Serie, met een omslag van Karel Beunders (JS 73). Sindsdien bleef de novelle verkrijgbaar bij twee uitgevers. Na vijf drukken als pocket verscheen de novelle in 1968 als Literaire Reuzenpocket, met een omslag van Leendert Stofbergen waarop tegen een witte achtergrond een huis in afbraak te zien is (JS 78). Gedurende het leven van de auteur werd dit omslag niet meer gewijzigd, uitgezonderd de uitgave in de Grote Letter Bibliotheek uit 193 (JS 95), waarop een huis met ingegooide ramen te zien is. Tijdens Hermans' leven haalde het boekje 26 drukken (JS 72-97) en de novellebundel 16 (JS 99-114), zodat opgeteld Het behouden huis in 42 drukken verspreid was. Hermans heeft naar gewoonte in diverse herdrukken wijzigingen aangebracht. Bestudering door de bezorgers van de Volledige Werken heeft uitgewezen dat de wijzigingen in de zelfstandige uitgave lang niet altijd overeenkomen met die in de versie uit Paranoia.

## Samenvatting
De hoofdpersoon en ik-verteller is een anonieme Nederlandse partizaan, die in 1940 door de Duitsers is gearresteerd en overgebracht naar een strafkamp. Hij ontsnapt en vlucht te voet naar het oosten, waar hij zich aansluit bij een chaotische troep Oost-Europese partizanen. De hoofdpersoon kan moeilijk met de rest van het groepje communiceren en heeft alleen wat contact met een Spanjaard. Het is inmiddels 1944 en ze vechten tegen de zich terugtrekkende Duitsers. Russische troepen stellen eenmalig orde op zaken binnen de gelederen van deze chaotische internationale strijdmacht, en doden een vijftal strijders op brute wijze. Het past in het beeld van een samenraapsel van vrijheidsstrijders, die elkaars taal niet kunnen verstaan. Toch verovert het gelegenheidslegertje onder dekking van Russische tanks een stad met een Kurhaus. De Nederlander maakt zich verdienstelijk door bij de verovering vijf Duitsers dood te schieten. Hij krijgt van de bevelvoerende sergeant een vage opdracht om in de stad boobytraps op te ruimen. 
De instructies opvolgend komt de soldaat bij een ondanks het oorlogsgeweld intact gebleven riante villa, en hij neemt hier zijn intrek. Op de deurmat veegt hij netjes zijn voeten. Het behouden huis bevat geen boobytraps. De soldaat ontdoet zich van zijn uniform, neemt voor het eerst in vier jaar een warm bad en constateert dat de elektriciteit niet meer werkt. Hij hijst zich in een maatpak van de gevluchte bewoner. In de keuken doet hij zich tegoed aan in de haast achtergelaten soep. Hij ziet een bibliotheek met ook wat Duitse boeken, die allemaal over vissen gaan. Daarmee krijgt de ik-figuur tegen zijn zin een indruk van de eigenaar van het huis, wiens bestaan hij meteen ontkent. Verder is er een piano en één afgesloten kamer. 
Al snel keren de Duitsers terug en daarmee wordt ook de orde in de stad hersteld. De hoofdfiguur, die door de Duitsers wordt aangezien voor de bewoner van het huis, wordt vriendelijk verzocht om inkwartiering toe te staan. De Duitsers gedragen zich voorbeeldig, op een incidentje met de kelderdeur na, die de Duitsers intrappen. De Duitse kolonel biedt hiervoor zijn excuses aan. De partizaan raakt zelfs op goede voet met de bevelvoerende Duitse kolonel. Laatstgenoemde heeft de Eerste Wereldoorlog in de loopgraven naar eigen zeggen overleefd door zich elke ochtend om half 7 te blijven scheren. Die discipline is wat de kolonel onder 'cultuur' verstaat. De tijdelijke bewoner krijgt als enige toestemming om in de stad te blijven.
Op de dag dat hij met een ladder de afgesloten slaapkamer van buitenaf wil openmaken, wordt de ik-figuur aangesproken door een man die hem voor de glazenwasser houdt. Het blijkt de teruggekeerde bewoner van de villa, die in het bezit is van een permissie tot verblijf van de Duitse gezagvoerder. Op de eerste etage komt de partizaan ook de echtgenote van de bewoner tegen. Hij schiet vanuit een raam eerst de teruggekeerde eigenaar dood en wurgt vervolgens de vrouw. Een uit een naburig Kurhaus geredde kat blijft de afgesloten kamer belagen. In de kamer zit een 96-jarige Hongaar, die al 80 jaar zeldzame tropische vissen verzamelt en verzorgt. Hij blijkt pro-Duits te zijn (al dan niet om zijn vissen veilig te stellen) en is de vader van de door de ik-figuur vermoorde man. De oude man spreekt de partizaan aan met ‘Herr Hauptmann’. Ook spreekt hij zijn waardering uit over de wijze waarop deze de cultuur (zijn vissencollectie) acht te behouden. Doordat de zeer oude man ook nog eens doof blijkt te zijn, is het erg aannemelijk dat hij Herr Hauptmann (een rang in het Duitse leger) verwart met de partizaan. Doordat de oude man door zijn doofheid maar niet op de partizaan reageert, die hem probeert duidelijk te maken dat Duitsland de oorlog verloren heeft, besluit de partizaan een briefje voor hem te schrijven met hierop de tekst (in het Duits): Duitsland kapot. Nu komen de Sowjets. Nooit meer 'Heil Hitler' zeggen. Denk eraan, anders maken de Russen je dood en vreten ze je vissen op.
Wanneer de partizanen het stadje aan het veroveren zijn, stelt de kolonel voor om samen met de partizaan te vluchten, maar deze grijpt zijn geweer en sluit de kolonel op in de kelder, die vraagt om de laatste gunst zich eerst nog even te mogen scheren. De partizanen heroveren het stadje en tonen zich de volledige antipolen van de correcte Duitsers. Het stadje staat in brand. Het huis wordt ruw geplunderd, er wordt geschoten op de hertenkoppen aan de muren, portretschilderijen worden kapot gesneden om als maskers te dienen, de partizanen doen hun behoefte in de bloemenvazen, de engeltjes die aan het plafond hingen vliegen door de ruimte en de Duitse kolonel (die zich in de kelder nog heeft proberen te scheren, waarna een mislukte zelfmoordpoging volgde) krijgt een schilderij op zijn schouders, waardoor zijn hoofd uit de lijst steekt. Hierna wordt hij, ineengestrengeld met de eerder gewurgde vrouw, aan een pianosnaar opgehangen in de plataan, welk lot de oude man eveneens beschoren is. Deze laatste, wiens vissen ook nog eens doodgemaakt zijn, heeft het briefje van de partizaan op zijn borst hangen. 
Het hele behouden huis is dus vernield. Bij het afscheid gooit de ik-figuur een handgranaat in de gang, die de vernietiging vervolmaakt. Hoewel zijn kameraden hem eerder de tanden uit de mond hadden geslagen in hun geweldsorgie, is hij opeens heel populair bij de verder trekkende vrijheidsstrijders.

## Interpretatie
De grote verspreiding kent een parallel in het aantal publicaties dat aan de novelle is gewijd, culminerend in een proefschrift over de verhalenbundel Paranoia. Het behouden huis is Hermans' meest becommentarieerde korte prozawerk, met tot 1985 acht commentatoren. Daaronder bevinden zich studies die 'tot het beste behoren van wat er over Hermans geschreven is'. Het gaat om 'een buitengewoon complexe, maar bewonderenswaardig hecht gestructureerde novelle. Het verhaal leent zich voor een geannoteerde editie, waarin zin na zin van commentaar is te voorzien, niet zelden op twee of meer niveaus.' Ook is de novelle 'rijk aan verrassende omkeringen en wendingen'.
Het moment waarop de eigenaar zich aandient, volgens Fens 'knap gekozen', ten eerste omdat de ik-figuur het bestaan van de eigenaar een bladzijde eerder nog ontkende en ten tweede juist het in bezit nemen van het gehele huis te voltrekken met het binnendringen van de afgesloten kamer. Dit voorbeeld illustreert hoezeer elk detail van de novelle op meerdere niveaus betekenis draagt. Zo zijn er twee samenhangende spiegel-effecten die elkaar beïnvloeden, versterken en soms samenvallen: de aquariumkamer als miniatuurversie van het huis en de metaforiek die de ik-figuur als vis voorstelt. Beide drukken de ongewone rust in het huis uit.

### Verteltechniek
In Het behouden huis is een ik-verteller aan het woord die zijn verslag doet in de verleden tijd. Deze vertelwijze impliceert een splitsing tussen een "belevend ik" en een "vertellend ik", oftewel een ik-figuur en een ik-verteller. Het perspectief ligt overwegend bij de ik-figuur, in de tweede helft van de novelle zelfs uitsluitend, maar op de eerste twaalf bladzijden staat het achteraf-perspectief van de ik-verteller op de voorgrond. Terugdenkend aan de enige persoon met wie hij enig contact had, een Spaanse yesero (gipsbrander) in zijn regiment, brengt hem tot een kennistheoretische overweging aangaande de gebrekkige betrouwbaarheid van zintuiglijke waarneming: 'Ik keek naar hem zoals je meestal naar anderen kijkt: zonder werkelijk iets van ze af te weten, door gebrek aan bewijs gedwongen aan te nemen dat zij wel ongeveer hetzelfde zijn als je zelf bent. - Woorden zijn niet anders dan de luchtstromingen in een hermetisch afgesloten kamer die niets wezenlijks veranderen, evenwichten onophoudelijk herstellen zonder ze ooit te hebben verstoord.' In de hermetisch afgesloten kamer uit de laatste zin kan men de aquariumkamer herkennen, waar de ik probeert om de dove en oude man, die alleen pro-Duitse slogans uitslaat, van de dood te redden door hem de nieuwe machtsverhoudingen aan het verstand te brengen, waar hij niet in slaagt. Voor de oude man is het evenwicht nooit verstoord. Inziende dat schreeuwen niet helpt, geeft de ik-figuur de bejaarde een geschreven tekst, die de bejaarde niet baat. Met het papier aan hem vastgeprikt wordt hij in de plataan opgehangen.
Het verband tussen de uitspraak over de nutteloosheid van de taal en de aquariumkamer kan niet worden toegeschreven aan de ik-verteller, maar aan het organisatievermogen van een auteur voor wie de ik-verteller een creatie is als andere personages. Enkele bladzijden verder herneemt de verteller zijn overwegingen over zintuiglijke waarneming: 'Sommige doktoren verklaren dat de liefde op het eerste gezicht niet ontstaat door wat er is te zien, maar door wat er geroken wordt. Zo goed weet de mens dat hij een ander niet geloven kan, dat wat gezegd wordt of getoond, nooit overtuigd. Geur, de zwakste werking op afstand, door parfum te verdringen maar nooit te verslaan, kan niet huichelen omdat hij aan één stuk door opnieuw ontstaat. Stank is er altijd, onveranderlijk. Stinken is het enige dat de waarheid spreekt.' Hier wordt gezegd dat de hoofdfiguur liefde opvat voor het huis, dat vrouwelijke trekken vertoont. Maar stank moet wel worden opgemerkt om te kunnen spreken en dat lukt de kat beter dan de hoofdpersoon zelf. In de tweede zin van deze passage trekt de ik-verteller onbedoeld een parallel met de aquariumkamer: de oude man laat zich niet overtuigen door wat hem door de hoofdfiguur gezegd wordt, of getoond (het stuk papier). Deze passage roept zelfs de vraag op of de man wel echt doof is, of alleen maar Oost-Indisch. Zicht is het laatste zintuig waar de hoofdpersoon nog in gelooft: 'In een kamer geheel met spiegels bekleed, daar zou ik altijd in kunnen blijven zonder mij ooit te vervelen, als Robinson Crusoe op zijn eiland.'

#### Eerste alinea
Reeds in de opening van het verhaal spelen de gebreken van de taal en van de zintuiglijke waarneming een rol: 
De grote tak, bijna de hele kruin lag ineens onder de boom, zonder dat ik gekraak hoorde. Het was overstemd door de knal uit een kortstondig struikgewas van aardklonten, niet ver bij de boom vandaan.
Met een onduidelijke formulering zegt de verteller hier dat er een boom is omgevallen en die formulering impliceert onbetrouwbaarheid van het gezichtsvermogen: kennelijk is het omvallen zo snel gegaan dat de verteller het niet eens gezien heeft. De verteller heeft niet in de gaten dat de knal die de aarde omwoelt door de inslag van een bom of granaat veroorzaakt wordt en ook legt hij geen verband tussen de knal en het omvallen van de boom. De werkelijkheid doet zich aan de hoofdpersoon voor als een verzameling losse fragmenten. Uit de eerste alinea blijkt niet eens dat het oorlog is.

#### Beeldspraak
Het 'kortstondig struikgewas' uit de eerste alinea introduceert een beeldspraak waarmee de verteller voortdurend oorlogshandelingen beschrijft alsof het om veel onschuldiger zaken gaat en die een zekere onthechting aan de actuele werkelijkheid uitdrukt. Hij is getuige van een luchtgevecht tussen drie jagers: 
Ik keek ernaar, een droog grasje tussen de tanden. Zij trokken een patroon van witte lussen op het blauw van de lucht, zoals reclameschrijvers doen.
Hij schiet Duitsers neer die uit een brandend huis vluchten: 
Zij vouwden dubbel als een vlinder die wordt opgeprikt, ik stak hen dood met een speld van tweehonderd meter lang.
Enkele formuleringen laten zaken uit de vertrouwde, alledaagse wereld, zoals zingende vogels in de tuin, veranderen in een vreselijk oorlogstafereel, doordat er een enkel woord of zelfs niet meer dan één letter is gewijzigd:
Er floten kogels in de tuin. Korte uitbarstingen ontbloeiden op een ondergrond van vaag rumoer.
Dreiging wordt als onwerkelijk ervaren. Wanneer de verteller het huis in bezit heeft genomen en de eigenaar zich aandient, neemt hij die waar 'als een slordige kleurendruk.' Het overhemd van de huiseigenaar voelt 'bros en verrukkelijk als gebak', beeldspraak die aangeeft dat de hoofdpersoon het huis volledig en op instinctieve wijze zal 'consumeren'. 
De verlaten huizen in het kuuroord lijken de verteller op het punt te staan 'in beweging te komen en zich om mij heen te groeperen, zich aanbiedend als vrouwen in reisverhalen uit Achter-Indië' en daarmee is een kijk op de werkelijkheid gegeven, hoe irreëel ook (reisverhalen), waarin een huis een vrouw voorstelt.

### Het dodenrijk
J.J.A. Mooij heeft veel argumenten aangedragen om de badplaats aan te merken als een symbolische weergave van het hiernamaals. Zo bereikt de hoofdpersoon de plaats door over lijken te springen, waarna hij in een plaats belandt waar de tijd stil lijkt te staan. Zijn wasbeurt in de luxe badplaats bij een straatkraan in de vorm van een slangenkop lijkt een rituele reiniging, hij ontmoet honden die herkenbaar zijn als de traditionele wachters van de ingang der onderwereld. Deze honden slaan geen acht op hem, wat hem de indruk geeft dood te zijn. Noch hijzelf, noch de werkelijkheid waarin hij zich thans begeeft hebben nog een reëel karakter. Het huis dat hij in bezit neemt, moet halsoverkop door de inwoners verlaten zijn, waardoor de toverachtige suggestie ontstaat dat de hoofdpersoon verwacht werd: de deur staat open, de soep is gaar, een scheerapparaat ligt gebruiksklaar op de wastafel. De ik-figuur voelt zich er dan ook meteen thuis en reinigt zich nogmaals en nu met water uit de St. Catharinabron. Daarna doet hij nieuwe kleding aan en verstopt zijn uniform in een spiegelkast, dus achter een spiegel. Als de Duitsers inkwartiering komen verzoeken, geeft hij voor 'de zoon des huizes' te zijn, welke uitdrukking letterlijker opgaat dan hij zelf beseft. Aldus heeft de hoofdfiguur zich een nieuwe identiteit aangemeten.
Het huis behoort tot het domein van de dood, met zijn badwater waar een verstenende werking van uitgaat. Boven het bad hangen hydra's, mythologische bewakers van de onderwereld. De hoofdfiguur heeft aldoor naar het oosten gelopen en lijkt nu zijn eindbestemming te hebben bereikt, die erg verschilt van het land waar hij vandaan komt. Hij begint een nieuw bestaan met een nieuwe identiteit en nieuwe kleding. Wanneer hij zijn uniform heeft verwisseld voor kleding van de huiseigenaar, wordt zijn uniform vergeleken met de kleren van een vermoorde. Ook is er sprake van necrofiele neigingen met betrekking tot het lichaam van de vermoorde vrouw. Het plafond in de salon, met zijn gouden engeltjes, stelt de hemel voor, maar de badkamer met zijn slangen en zwavelhoudend water verwijst naar de hel.

### Droogte en water
De onwerkelijke indruk die de hoofdfiguur van het stadje heeft, staat in verband met de mate waarin het aan zijn wensen voldoet. Aan het begin van het verhaal snakt hij naar water en dan is een badplaats bijna een fata morgana. Het plaatsje zelf en de omgeving ervan staan in tegenstelling tot elkaar als een oase in een woestijn. Op de eerste bladzijden is sprake van felle zon, gele grond en heeft het in geen dagen geregend. De hoofdfiguur hallucineert zelfs dat de gevechtsvliegtuigen de woorden Coca Cola in de lucht schrijven. Hoe meer hij het stadje nadert, hoe beter de omstandigheden worden. In een wijngaard propt hij zijn mond vol met zure druiven. In het stadje mocht hij van de sergeant het café niet in vanwege boobytraps, maar in het kuuroord houdt niemand hem tegen. Zijn nadering gaat gepaard met eigen vochtproductie: het water loopt hem om de tanden en hij zweet. Uit de kelder van het nabijgelegen kurhaus stroomt water dat een slotgracht om het gebouw vormt, dat daarmee een soort eiland wordt. De hoofdfiguur, zelf ontsnapt aan een toestand van droogte rondom, redt een kat van het eiland.
De huiseigenaar tekent zijn eigen doodvonnis door hem voor de glazenwasser aan te zien, een beroep waarin met water wordt gewerkt aan het verhelderen van het uitzicht en men bovendien letterlijk een buitenstander blijft. De hoofdfiguur wenst de wereld buiten het huis juist te vergeten en zijn positie binnenshuis te bestendigen. Ook de echtgenote van de eigenaar vormt een bedreiging. Zij draagt een regenjas om vocht te weren en haar parfum geeft de hoofdfiguur de sensatie dat haar huid zo gloeiend is dat alles erop tegelijk verdampt. Terwijl hij haar wurgt, ziet hij uit het raam een Duitse vrachtauto met rupsbanden, bedoeld voor de woestijn. De terugkeer van de partizanen, waaronder zijn kameraad de gipsbrander, wordt aangekondigd door een mus die een 'gulden van gips' op de vensterbank achterlaat. Deze yesero benadrukt de terugkeer naar de beginsituatie door te vragen: 'Heb je nog dorst?' Met hun terugkeer is ook de stoffige droogte weer een feit: 'In een nevel van stof lag een halve compagnie vechtende partizanen op de vloer.'

#### De hoofdfiguur als vis
De dorst doet de droge vliezen van zijn keel krimpen, wat meer doet denken aan een vis op het droge dan aan een mens op het land. De associatie met een vis heeft ook betrekking op de stomheid van dit dier en de navenante moeilijkheden die de hoofdpersoon heeft met taal en verbale communicatie. Helemaal stom wordt de ik na een stoot van een geweerkolf: hij loopt 'met volle mond' naar het prieel en spuwt zijn tanden uit. Hij staat weer eens, maar nu letterlijk, met zijn mond vol tanden. De gelijkenis met een vis, die meestal ook geen tanden voor in de mond heft, neemt daardoor alleen maar toe.
De kat die de ik-figuur in huis heeft genomen, is niet weg te slaan voor de deur van de aquariumkamer. Maar ook voor het huis komen steeds meer hongerige katten aanlopen, die liggen te zonnen op het gazon voor het huis: 'de zwarte die ik uit het kurhaus had gehaald, een cyperse, een rode.' Zoals de ene kat voor de aquariumkamer, zo liggen vele katten voor het grote aquarium met de ik-figuur als enige vis. Ook het uiterlijk van het huis, waarvan de ramen uit ononderbroken spiegelglas bestaan, lijkt op een aquarium en het leven van de tropische vissen is niet minder kunstmatig dan dat van de hoofdfiguur.
Toen hij in zijn hoedanigheid van huisbezitter de kat vond, hechtte die zich aan hem 'als een doornappel.' Wanneer de hoofdpersoon aan het einde het vernielde huis doorloopt en weer zijn oude gedaante van partizaan heeft aangenomen, treft hij de kat aan: 'Zijn ogen zagen eruit als de ogen van de Chinezen, die de indruk geven dat ze nooit open hadden moeten gaan.'

En dat open gaan van de ogen moet men hier in dubbele zin verstaan. De ik-figuur is voor het beest een totaal andere geworden. Vandaar ook dat hij blaast en krabt. De laatste daad van de ik-figuur binnen het huis is het dichtdraaien van de kranen in de badkamer, 'om tenminste iets te hebben gedaan.' Hij sluit er een episode uit zijn leven mee af.
— Kees Fens

### De oude man en de hoofdpersoon
De aquariumkamer vormt een miniatuurversie van het huis zelf, een huis in een huis. De beschrijving van het huis zelf met zijn vele ramen doet aan een aquarium denken. De ik-figuur wordt, staande op een ladder, door de eigenaar gevraagd of hij de glazenwasser is. Ook de oude man in de aquariumkamer staat op een ladder als de (nieuwe) eigenaar hem naar zijn identiteit vraagt. De hoofdfiguur en de dove oude man leven beiden afgesloten van de buitenwereld en kunnen niet wijs worden uit wat anderen tegen hen zeggen. De hoofdfiguur doet tegenover de Duitsers die om inkwartiering te zoeken net alsof hij aan hun kant staat, de oude man gedraagt zich hetzelfde tegen de hoofdfiguur, waarvan hij aanneemt dat het een Duitser is. De hoofdpersoon is al net zo omringd door water en vissen als de oude man: de plaats van handeling is een luxe badplaats en voor zover de ik-figuur de bibliotheek heeft bekeken staat die vol met boeken over vissen. Het is dan 'niet ongemotiveerd, in de oude man een parallelfiguur te zien van de ik-persoon, de aquariumkamer als een parallel van het huis.' Bovendien behandelt de ik-figuur, die niet aarzelde de eigenaar en diens vrouw te vermoorden, de oude man opvallend vriendelijk en probeert hem voor de dood te behoeden: hij schrijft op een vel papier dat de man geen pro-Duitse taal meer moet uitslaan. Hoewel het nergens expliciet wordt uitgesproken, zegt Fens voorzichtig, kan deze houding alleen verklaard worden 'uit een herkenning.' In de aquariumkamer wordt de hoofdpersoon zich zijn eigen kunstmatige en labiele positie heel goed bewust. De kamer, eens het enige teken van verontrusting, toont nu de ware aard van de wereld en van het leven.
De oude man staat voor een ideaal van de hoofdfiguur, in alle eenzaamheid door water in spiegelende aquaria omringd is hij de Robinson Crusoe waarover deze mijmerde. De hoofdfiguur bejegent de man als een heilige en ziet hoe paradijsvissen diens vingers lijken te kussen. Hij lijkt zelfs door de bejaarde gedoopt te worden, waterdruppels vallen van de oude vingers op hem.

### De aquariumkamer
De eerste keer dat de hoofdfiguur langs de afgesloten kamer komt en aanklopt, hoort hij alleen zijn eigen ademhaling en hartslag. Van meet af aan is er een nauwe band tussen de aquariumkamer en de hoofdpersoon. De kamer blijft hem dan ook fascineren. Op het moment dat hij zich met de ladder toegang wil verschaffen wijst de eigenaar hem zijn plaats als buitenstaander, niet alleen door hem voor de glazenwasser aan te zien, maar ook door erop te wijzen dat de kleding die hij draagt niet passen: 'Het is precies mijn maat, niet de uwe.' Waarbij maat in ruimere zin dan alleen als kledingmaat opgevat kan worden. Bij het beklimmen van de ladder volgt de schaduw van de hoofdpersoon 'iets lager, als een aap.' De toenemende dierlijkheid pakt voor de eigenaar noodlottig uit.
Niet veel later gaat de afgesloten kamer vanzelf open, wat de hoofdpersoon ervaart als een dolk waarmee hij altijd in zijn buik heeft rondgelopen 'en die dolk werd nu loodrecht omhooggestoken in mijn hart.' De met spiegels bedekte aquariumkamer is voor hem een onbereikbaar ideaal. Maar die spiegels spelen ook nog een andere rol:

Men ziet hoe de aanwezigheid van de aquariumkamer het gehele verhaal beheerst. Dat hij zo lang gesloten blijft, verzekert leven in het behouden huis - zij het een incompleet leven -: de gesloten kamer sluit het huis af. Eenmaal geopend - en op welk treffend ogenblik - is de kamer een spiegel-kamer, waarin man en huis karikaturaal zichtbaar worden. Met de opening van de kamer verliest het huis zijn behouden en behoudend karakter.
— Kees Fens

### Natuur en cultuur
Herhaaldelijk wordt de Duitse kolonel het slachtoffer van zijn eigen beschaafde optreden. Wanneer de Duitsers zich in het huis installeren, breken ze de kelder open. De kolonel laat een nieuw slot aanbrengen en dat is niet zonder ironie: aan het slot sluit de hoofdpersoon de kolonel op in de kelder. Niet alleen tussen de ik en de oude man, ook met de kolonel bestaan overeenkomsten. Alle drie leggen de werkelijkheid een orde op waarin steeds een onaantastbare regelmaat een houvast vormt. Voor de oude man het verzorgen van de vissen, voor de kolonel het elke ochtend vroeg wassen en scheren.
De gecultiveerde natuur binnen de omgeving van het huis vormt een sterk contrast met de woeste en dorre buitenwereld, waarbij die cultuur erg kwetsbaar is. Een 96-jarige is verantwoordelijk voor de klimaatbeheersing in de aquaria die de Mexicaanse tropische vissen in leven moet houden. De cultuur van de Duitse kolonel is evenmin aan de omgeving aangepast: met rigide regelmaat scheert hij zich elke ochtend op dezelfde tijd, wat hem eenmaal in de loopgraven een pink heeft gekost. De verstarring blijkt ook uit het pianorepertoire van de Duitse militairen, dat bestaat uit twee keer op keer ten gehore gebrachte werken, namelijk Mozarts Turkse Mars en Beethovens Für Elise. Deze overbekende werken geven mede vorm aan de karikaturale aard van de cultuur van de Duitsers in deze novelle. Hoewel de Duitse kolonel trots is op zijn scheergewoontes, merkt de hoofdfiguur op dat zijn nek en achterhoofd sinds lang niet geschoren zijn en begroeid zijn met 'mosachtig wit pluis', een formulering waaruit blijkt dat de wildernis ook onder de Duitsers oprukt. Een verstarde cultuur, teruggebracht tot een leeg ritueel, heeft geen levenskansen en de partizanen hebben bij hun terugkeer dan ook geen moeite met de Duitsers. Het dodenrijk is een metafoor die opgaat voor zowel de personages die in het huis verblijven, als een geforceerd in stand gehouden cultuur.
Cultuur is zelfs gevaarlijk voor de mens. De hoofdpersoon vat de aquariumkamer op als een gevaar, de kolonel wordt gevangengezet achter het slot dat hij uit fatsoen liet aanbrengen en in het frame van de piano opgespannen als de dierenhuid die hij is. Cultivatie heeft de plataan het uiterlijk gegeven van 'een galg met plaats voor een hele familie' en de verantwoordelijken voor het snoeien komen eraan te bungelen. De vernieling van het huis brengt de kunst aan de muren en het plafond tot leven, waarvoor een letterlijk startschot gegeven wordt als de binnentrekkende partizanen de hertenkoppen aan de muur onder schot nemen. De gezichten op schilderijen worden als maskers gebruikt, een schilderijlijst wordt over het hoofd van de kolonel geslagen en de engeltjes aan het plafond vliegen eindelijk echt.

### Thematiek
De verteltechniek sluit aan bij de thematische kern, die behelst dat de mens de ondoorgrondelijke werkelijkheid niets anders dan een schijnorde kan opleggen. Ook achteraf bestaat geen beter inzicht, zodat de ik-verteller geen superieur gezichtspunt heeft ten opzichte van het belevende ik, zijn vroegere zelf. De opinies die hij in het heden aanhangt, wijzen uit dat hij niets van zijn avontuur geleerd heeft.
De hoofdpersoon tracht zich een nieuwe identiteit als huiseigenaar te verwerven, een irreëel doel dat dan ook als een verblijf in het dodenrijk wordt geschetst. Hij verdedigt zijn nieuwe bestaan tegen inbreuken van buitenaf door in het heden te leven, als een dier. Bij gebrek aan een deugdelijk beeld van de realiteit is dit tot mislukken gedoemd. Dit alles krijgt gestalte in een novelle die vol zit met parallellen en contrasten die ook geen houvast bieden, omdat voortdurend sprake is van rolverwisseling.

## Receptie
De oordelen over de ontvangst van de novelle lopen uiteen. Van meet af aan, zo typeert Raat de receptie, 'is er waardering geweest voor Het behouden huis, maar die is zelden zonder restricties geuit.' Met name 'de nihilistisch geachte visie die eruit spreekt' moest het ontgelden. Toch geldt: 'Slechts een enkeling is onversneden negatief'. De bezorgers van de Volledige Werken oordelen anders: 'De meerderheid van de recensies van Het behouden huis was niet vriendelijk.'
Vanaf 1968 liet Hermans achter op de latere drukken een bloemlezing van negatieve kwalificaties afdrukken, waarbij enkele waren bewerkt. Zo had Mulisch zijn 'Hier past een ruiterlijke verwerping' niet exact zo geformuleerd in De Groene Amsterdammer van 9 augustus 1952. Mulisch verwierp de nihilistische levenshouding die hij in het verhaal las, maar prees de 'ongehoord trefzekere stijl, de onthutsende taal, de dialoog, sfeer, humor'. Zijn ruiterlijke verwerping betrof het negatieve beeld van de communistische partizanen en het positieve van de nazi's. 'Het Westen,' betoogde Mulisch, verkeert in een zondvloedstemming, waarbij een deel der westerlingen voornemens is om zélf zondvloed te zijn. Alles neemt het te baat om voor zijn negativiteit te spannen en deze daardoor te legaliseren. Ook de kunst. Zo het al niet een taak van de schrijver is om verandering juist in deze toestand te bevorderen, zeer beslist is hij niet geroepen om hem in de hand te werken.'
De twee zinnen uit de radiobespreking van Ritter, die niet de novelle maar de bundel Paranoia besprak, volgden niet op elkaar.
Vestdijks bespreking in het Algemeen Handelsblad van 21 juni 1952 sprak in de titel van 'een sterke novelle'. 'Als altijd is Hermans in deze novelle een zeer menselijk schrijver onder het mom van een zo consequent mogelijk volgehouden nihilisme. Hermans zelf is geen nihilist; hij is een van de weinige auteurs, die het feit hebben aanvaard, dat wij onherroepelijk in een nihilistisch tijdvak leven.' W.L.M.E. van Leeuwen gaf zijn bespreking in Tubantia van 16 augustus 1952 de ondertitel 'meesterlijke symboliek in novelle-vorm' mee.

## Vertalingen
Een vertaling in het Frans verscheen als 'La maison préservée' in Nouvelles néerlandaises des Flandres et des Pays-Bas, Parijs, 1965. Een vertaling in het Engels, van de hand van Estelle Debrot, de Amerikaanse echtgenote van de Antilliaanse schrijver Cola Debrot, verscheen onder de titel 'The House of Refuge' in het tijdschrift Delta 9 (1966), aflevering 3, 31-66 en in de door Steven Marcus samengestelde bloemlezing The World of Modern Fiction, New York', 1966. Enkele passages uit de Engelse vertaling geven een indruk.

The airplane changed into a comet of soot and struck the ground somewhere behind me. The explosion sounded as though the world had made a sound of ingurgitation, increased a millionfold. There was satisfaction in that sound, as if the earth had lain in wait for that airplane as a frog does for a fly.
Words are nothing more than currents in the air in a hermetically closed room which change nothing essential, incessantly restoring balances without ever having disturbed them.
The roof flew up in a swarm of black slates.
Two dogs came toward me. I put my hand out to them, but they ran after each other and took no notice of me. It made me feel as if I were dead, as if I could see them but they could not see me. I was unable to get rid of the idea that they had run right through me instead of past me. I heard nothing but their panting and the ticking of their nails on the shoes.
The white shirt was as crisp and delightful as cake.
— The House of Refuge, vertaling Estelle Debrot